# Carlos Athié
Carlos Athié (Cidade do México, 27 de fevereiro de 1987) modelo e apresentador mexicano.